# Pongo hooijeri
Pongo hooijeri es una especie extinta de orangután que vivió durante el Pleistoceno entre hace 0,781 y 0,126 millones de años en Vietnam.

## Descubrimiento
Espécimen tipo: IAH TK 65/123, un diente (izquierdo/M2). La localicación del tipo está en la Cueva Tham Hai, la cual se encuentra en una cueva horizonta del Pleistoceno en Vietnam.

## Descripción
Su ecología era arbórea: fructívoro y folívoro.